# Karlebo Kirke
Karlebo Kirke ligger i landsbyen Karlebo ca. 7 km Ø for Hillerød (Region Hovedstaden).

## Eksterne kilder og henvisninger
- Wikimedia Commons har flere filer relateret til Karlebo Kirke
- Karlebo Kirke Arkiveret 31. januar 2011 hos  Wayback Machine på nordenskirker.dk
- Karlebo Kirke på KortTilKirken.dk
- Karlebo Kirke hos danmarkskirker.natmus.dk (Danmarks Kirker, Nationalmuseet)